# Citronbröstad vireo
Citronbröstad vireo (Hylophilus thoracicus) är en fågel i familjen vireor inom ordningen tättingar.

## Utseende och läte
Citronbröstad vireo är en liten och grön tätting. Den utmärks av ljusa ögon som kontrasterar med gulgrönt på hjässa och ovansida, grått på ansikte och strupe, gult på bröstet och vitt på buken. Fåglar i nordvästra Amazonområdet är gröna både i ansiktet och på bröstet. Sången består av en upprepning av "tschuwet". 

## Utbredning och systematik
Citronbröstad vireo delas in i tre underarter med följande utbredning:
- Hylophilus thoracicus thoracicus – förekommer i sydöstra Brasilien (från Minas Gerais och Espírito Santo till Rio de Janeiro)
- griseiventris-gruppen
  - Hylophilus thoracicus aemulus – förekommer i Andernas östsluttning i Colombia, sydöstra Peru och norra Bolivia
  - Hylophilus thoracicus griseiventris – förekommer från östra Venezuela (Bolivar) till Guyana och norra Brasilien

Sedan 2016 urskiljer Birdlife International och naturvårdsunionen IUCN griseiventris och aemulus som den egna arten Hylophilus griseiventris. 

## Levnadssätt
Citronbröstad vireo hittas i fuktiga skogar, översvämmade skogar och i öppet skogslandskap.

## Status
IUCN bedömer hotstatus för underartsgrupperna (eller arterna) var för sig, båda som livskraftiga.